# Festival de Fotografia de Tiradentes
O Festival de Fotografia de Tiradentes é realizado anualmente na cidade brasileira de Tiradentes e conta com uma série de atividades ministradas por grandes nomes da fotografia no Brasil e no mundo: exposições, workshops, palestras, debates, leituras de portfólio e projeções, além de atividades educativas voltadas para a comunidade local. Idealizado pelo fotógrafo mineiro Eugênio Sávio, o festival é um desdobramento do projeto Foto em Pauta, que é realizado desde 2004, em Belo Horizonte, e consiste em um programa de palestras com fotógrafos renomados.
Em 2019, o evento chegou a sua nona edição, com destaque para a exposição “Vento Sul”, que apresentou a produção de fotógrafos da Região Sul do Brasil sob curadoria de João Castilho e Pedro David.
Em 2020, devido à pandemia, o evento foi realizado no ambiente digital, com palestras, vídeos e transmissões ao vivo, disponibilizadas nas redes sociais de forma gratuita para o público.